# جواد الهاجري
جواد الهاجري (بالفرنسية: Jawad El Hajri) هو لاعب كرة قدم مغربي من مواليد ، يشغل مركز مهاجم بنادي . شارك مع المنتخب المغربي سنة 2006 في مباراة ودية ضد المنتخب البوركيني.

## روابط خارجية
- جواد الهاجري على موقع قاعدة بيانات كرة القدم.إي يو (الإنجليزية)
- جواد الهاجري على موقع ليكيب (الفرنسية)
- جواد الهاجري على موقع كووورة